# Daniil Markov
Daniil Evgen'evič Markov (in russo Даниил Евгеньевич Марков?; Mosca, 30 luglio 1976) è un ex hockeista su ghiaccio russo.

## Palmarès

### Olimpiadi invernali
- 1 medaglia:
  - 1 bronzo (Salt Lake City 2002)

### Mondiali
- 1 medaglia:
  - 1 oro (Canada 2008)